# Gőz
1. A gőz olyan légnemű közeg, amely még nem viselkedik ideális gázként, mert hőmérséklete a kritikus hőmérséklet alatt van. Emelkedő hőmérsékletnél ez a közeg egyre inkább az ideális gáz tulajdonságait veszi fel, és innentől kezdve már gáznak nevezik. A különbség másképpen is definiálható: a gázállapot számítására elegendő az ideális gázok törvényeit alkalmazni; gőzöknél viszont a Van der Waals állapotegyenlettel kell számolnunk.
2. Ha a légnemű közeg hőmérséklete a kritikus hőmérséklete alatt van, azt gőznek nevezhetjük. Kritikus hőmérséklet fölött a gőz elnevezés helytelen (az anyag ekkor gáz, szuperkritikus vagy plazma állapotú lehet).
3. A köznapi szóhasználatban a gőz olyan légnemű anyag, amely általánosan ismert körülmények között (légköri nyomáson, szobahőmérsékleten) a tapasztalat szerint folyadékként, esetleg szilárd anyagként viselkedik. A folyékony anyagok valamely mértékben mindig gőzölögnek (párolognak), és egy hőmérséklet felett (forráspont) teljesen gőzzé alakulnak.
Telített gőznek nevezzük azt a gőzt, mely nem tartalmaz folyadékrészecskéket, ellentétben a köddel, amelynek átlátszatlanságát apró cseppek okozzák (pára). A hűtéstechnikában a telített gőz neve: száraz telített gőz; ha egyidejűleg jelen van a cseppfolyós és a gőzállapot, azt nedves gőznek nevezik (akkor is, ha víz nincs jelen).

## Gőzök tulajdonságai

Vas fázisdiagramja. A hármaspont 1538 °C-nál látható
Bármely alacsonyabb hőmérsékleten a szilárd vas tart egyensúlyt a gőzzel (iron: vas, vapor: gőz, liquid: folyékony)

Gőzállapota minden anyagnak van. A vas például 2861 °C-on párolog. Ez azt jelenti, hogy átmegy gőz állapotba, és mindaddig gőz marad, amíg a kritikus hőmérsékletét (8227 °C) el nem éri.
A gőz termodinamikai egyensúlyban van a kondenzált fázissal. A vas gőznyomása 2400 °C-on eléri az atmoszferikus nyomást. A δ-vas hármaspontja 1538 °C; kb. 3,6 Pa nyomáson. A szilárd α-vas 910 °C-on (1183 K) gőznyomása 10-6 Pa (1 μPa); szobahőmérsékleten kb,  1,65×10-65 Pa. Ekkora gőznyomás észlelése csaknem lehetetlen. Ezért a hétköznapi gyakorlatban nem ismeretes, hogy a szilárd anyagoknak is van gőznyomásuk.
További félreértésre ad alkalmat, hogy mindezt a levegő jelenlétében kellene észlelnünk. A légnemű anyagok elegyének alapvető tulajdonsága, hogy az össznyomás a parciális nyomásaik összege. A környezetünkben tehát azért nem észleljük a vas gőznyomását, mert ezt az 1,65×10-65 Pa-t 101 325 Pa-lal kellene összemérnünk. Vasöntésnél (tiszta vasat véve például) 1811 °C-on az olvadék parciális nyomása és össznyomása 101325 Pa. A légnemű vas és a levegő egyensúlya:
{\displaystyle p_{{\ddot {o}}ssz}=p_{\mbox{Fe}}+p_{\mbox{lev}}=3{,}6\ {\mbox{Pa}}+101321{,}4\ {\mbox{Pa}}=101325\ {\mbox{Pa}}}
Ez csak példa. Ilyen hőmérsékleten a levegő komponensei, az oxigén és a nitrogén nem maradnak meg molekuláris állapotban.
A vas és sok más elem gőznyomását 10-5 Pa-ig követhetjük Richard Honig kutatásai alapján

## Vízgőz

Vízgőz hőmérséklet-entrópia (T-s) diagramja

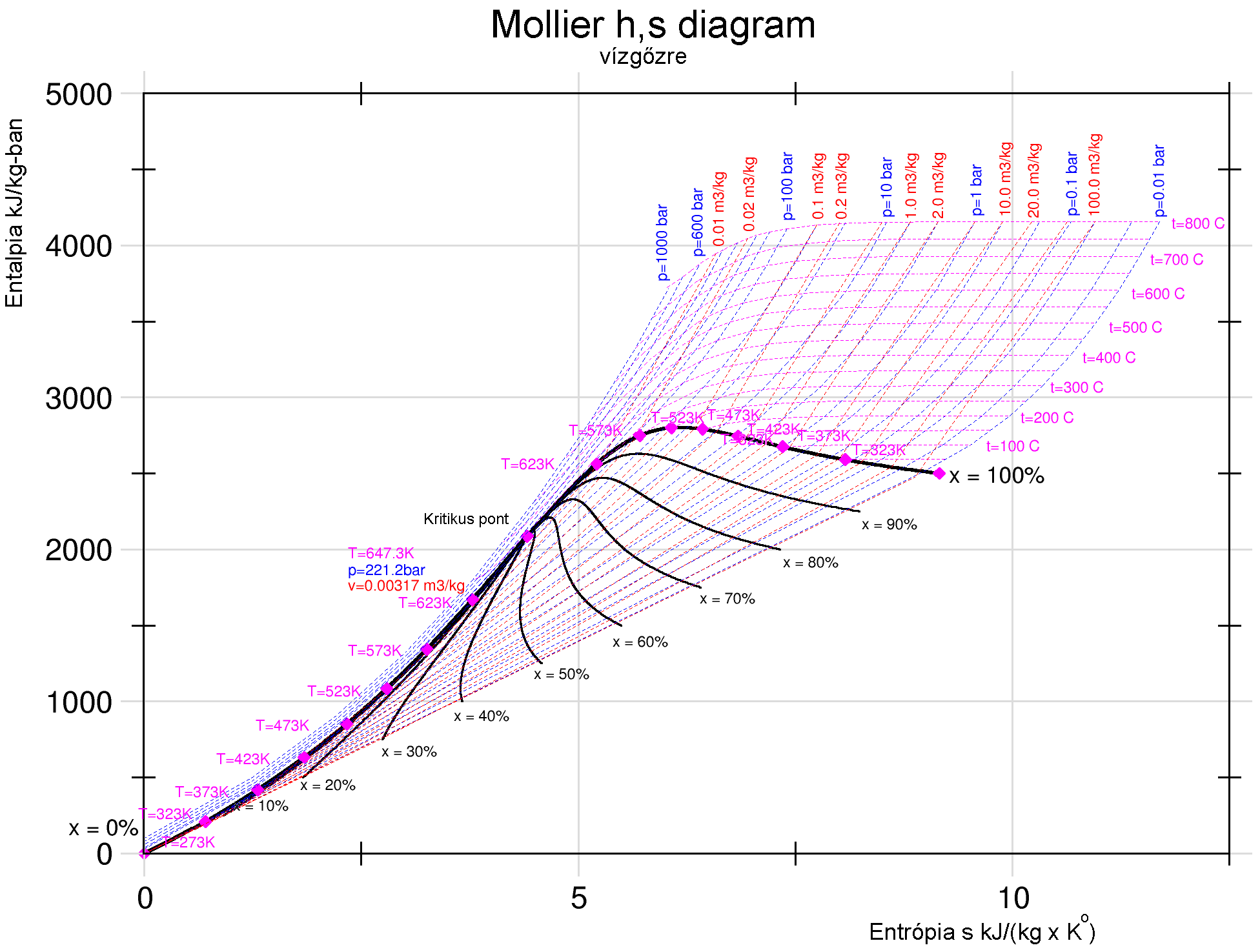
Mollier entalpia-entrópia (h-s) diagramja vízgőzre

A fizikai kémiában és a gépészetben gőzön elpárologtatott vizet értünk. Ez teljesen láthatatlan, színtelen gáz, melynek hőmérséklete atmoszferikus nyomáson 100°C és mintegy 1600-szor nagyobb térfogatot igényel, mint a víz. Természetesen a gőz sokkal forróbb lehet ennél a hőmérsékletnél, az ilyen gőzt általában túlhevített gőznek nevezik.
A magyar nyelvű szóhasználat nem különíti el a neveket, az angol viszont igen. A gőz általánosságban vapor, míg a vízgőz steam. Az angol gas értelmezése ingadozó. Sokszor összefoglaló neve valamennyi légnemű halmazállapotnak, néha viszont egyértelműen a gázállapotot jelenti.
A víz felforralásához szükséges hőt párolgás- vagy rejtett hőnek nevezik. A nyomás növelésével a rejtett hő nagysága csökken, a forrási hőmérséklet növekszik. Azt a nyomást, melyen a rejtett hő eltűnik, kritikus nyomásnak nevezik. E fölött a nyomás fölött gyakorlatilag nem lehet különbséget tenni a víz folyadék és gáz fázisa között. (Ha a folyadék kritikus nyomáson és kritikus ponton van, akkor a sűrűsége megegyezik gőzének sűrűségével. Ez az ún. kritikus pont. E felett a pont felett a folyadék nem cseppfolyósítható. )
Ha a víz érintkezésbe kerül valamilyen más nagyon forró (folyékony) anyaggal, mint amilyen a láva vagy a megolvadt fém, az elgőzölgés robbanásszerűen következik be, mivel a hőforrás körül vastagabb vízréteg válik nagy nyomású gőzzé, nagyon rövid idő alatt. A jelenséget gőzrobbanásnak hívják. Ez a robbanás volt feltehetően felelős a csernobili baleset során tapasztalt legtöbb rombolásért, és a legtöbb öntödei baleset is ennek a jelenségnek tudható be.
A gőzgépek és gőzturbinák a gőz expanzióját használják mechanikai munkavégzésre. A vegyiparban és az olajfinomítóknál gőzt használnak fűtésre. A gőz egyszerűen, csővezetéken keresztül szállítható a technológia által megkövetelt helyre, ahol keveréssel vagy hőátadással (hőcserélő) történik a fűtés. Ritkábban épületek fűtésére is használják a forró gőzt. A vízgőzt jól lehet használni energiatárolásra is gőztárolókban, itt a víz nagy rejtett hőjét használják ki.
A legtöbb országban gőz közvetítésével állítják elő hőenergiából az elektromos energiát többnyire gőzturbinák segítségével, ez az arány például az Egyesült Államokban a felhasznált villamosenergia kb. 90%-a.
A hétköznapi szóhasználatban gőznek hívják a konyhai lábasok fölött gomolygó fehér felhőket, de ez nem gőz, hanem köd (pára), melyben apró lekondenzálódott vízcseppek okozzák a jól látható fehér színt, a túlhevített gőz nem látható.
Az International Association for the Properties of Water and Steam (IAPWS) nemzetközi szabványok szerinti gőz-táblázatokat és interpoláló szoftvereket ad ki gépészmérnökök és tudományos kutatók számára.